# Finał (album Stachursky’ego)
Finał – ósmy album Stachursky’ego, wydany w kwietniu 2002 roku przez wytwórnię płytową Snake’s Music. Album zawiera 14 premierowych utworów, wśród których znajduje się m.in. przebój serialowy „Samo życie”. Płyta uzyskała status złotej.

## Lista utworów
Opracowano na podstawie materiału źródłowego.
1. „Finał” – 3:20
2. „Cud” – 3:18
3. „Kocham Cię” – 3:39
4. „Teraz już wiem (co czuję)” – 3:33
5. „Nie znamy się” – 3:44
6. „I będę miał to wszystko” – 3:43
7. „Boże, dzięki Ci” – 3:51
8. „Nic o tym nie wiem” – 3:14
9. „Tylko ja” – 3:21
10. „Nie zostawiaj mnie” – 4:08
11. „Razem z nami” – 2:59
12. „Przeznaczenie” – 3:39
13. „Wilcze echa” – 3:05
14. „Samo życie” – 3:00